# Château d'Altshausen
Le château d'Altshausen, à Altshausen (arrondissement de Ravensbourg, Haute-Souabe), est à l'origine la demeure des comtes d'Altshausen. Au XVIe siècle, il devient la résidence du commandeur du bailliage teutonique de Souabe, Alsace et Bourgogne. 
Le château est, à partir de 1975, la résidence du chef de la maison de Wurtemberg et abrite une partie des bâtiments administratifs de la Hofkammer de la maison de Wurtemberg. 

## Histoire

### Château des comtes d'Altshausen
Le château d'Altshausen est, à l'origine, la résidence des comtes d'Altshausen, mentionnés pour la première fois en 1004. Le moine et savant Hermann le Boiteux (Hermannus Contractus), fils d'un comte d'Altshausen, est né au château le 18 juillet 1013. À l'âge de sept ans, le garçon entre au monastère de Reichenau comme oblat. Il devient plus tard l'un des grands érudits du Moyen Âge. Ses connaissances astronomiques, ses compositions sacrées, encore jouées aujourd'hui, et ses chroniques ont rendu célèbre le moine paralysé. Après sa mort le 24 septembre 1054, Hermann le Boiteux est inhumé dans la crypte familiale du château d'Altshausen de son père.

### Résidence de l'Ordre Teutonique
Au XIIe siècle, les comtes d'Altshausen s'installent à Veringen et prennent par la suite nom de comtes de Veringen. En 1246, le château et le village d'Altshausen entrent en possession des chambellans impériaux de Bigenbourg, qui le cèdent, en 1264, à l'ordre Teutonique qui s'établit à Altshausen en 1268. En 1444, le commandeur établit le siège du bailliage teutonique de Souabe, Alsace et Bourgogne et devient sa résidence principale.
Après un incendie dévastateur en 1434, qui n'épargne pas la ville d'Altshausen, il ne reste que les vestiges du mur de l'ancien château, parties du rez-de-chaussée de l'ancien château. Un nouveau bâtiment est rapidement érigé sur les ruines. Ce château est reconstruit et agrandi à nouveau en 1544 et 1589. Pendant la Guerre de Trente Ans, les troupes suédoises incendient le vieux château. Les étages supérieurs ont brûlé et ont été reconstruits dans le style Renaissance depuis 1655. Au XVIIe siècle, le complexe du château ne répondait plus aux exigences de représentation en tant que siège d'un commandeur de l'ordre Teutonique, de sorte que la construction d'un nouveau château est décidée. L'ancien et le nouveau palais étaient reliés par le bâtiment des Capucins avec des arcades au rez-de-chaussée donnant sur la cour. En 1691 commencent les travaux d'agrandissement du « nouveau château », en prolongent son aile principale vers l'est. Ces travaux durent jusqu'en 1710.
En 1729, l'ordre Teutonique désigne l'architecte Johann Caspar Bagnato comme maître d'œuvre, afin de planifier un vaste complexe palatial. Cependant, seuls des fragments du plan initial sont mis en œuvre, comme le centre équestre (1729-1731), le bâtiment de la porte en tant que bâtiment de séminaire, les bâtiments de ferme qui relient le bâtiment de la porte au nouveau château et au centre équestre (depuis 1732), le manège (1733) et les résidences de fonction devant le château (depuis 1741). 

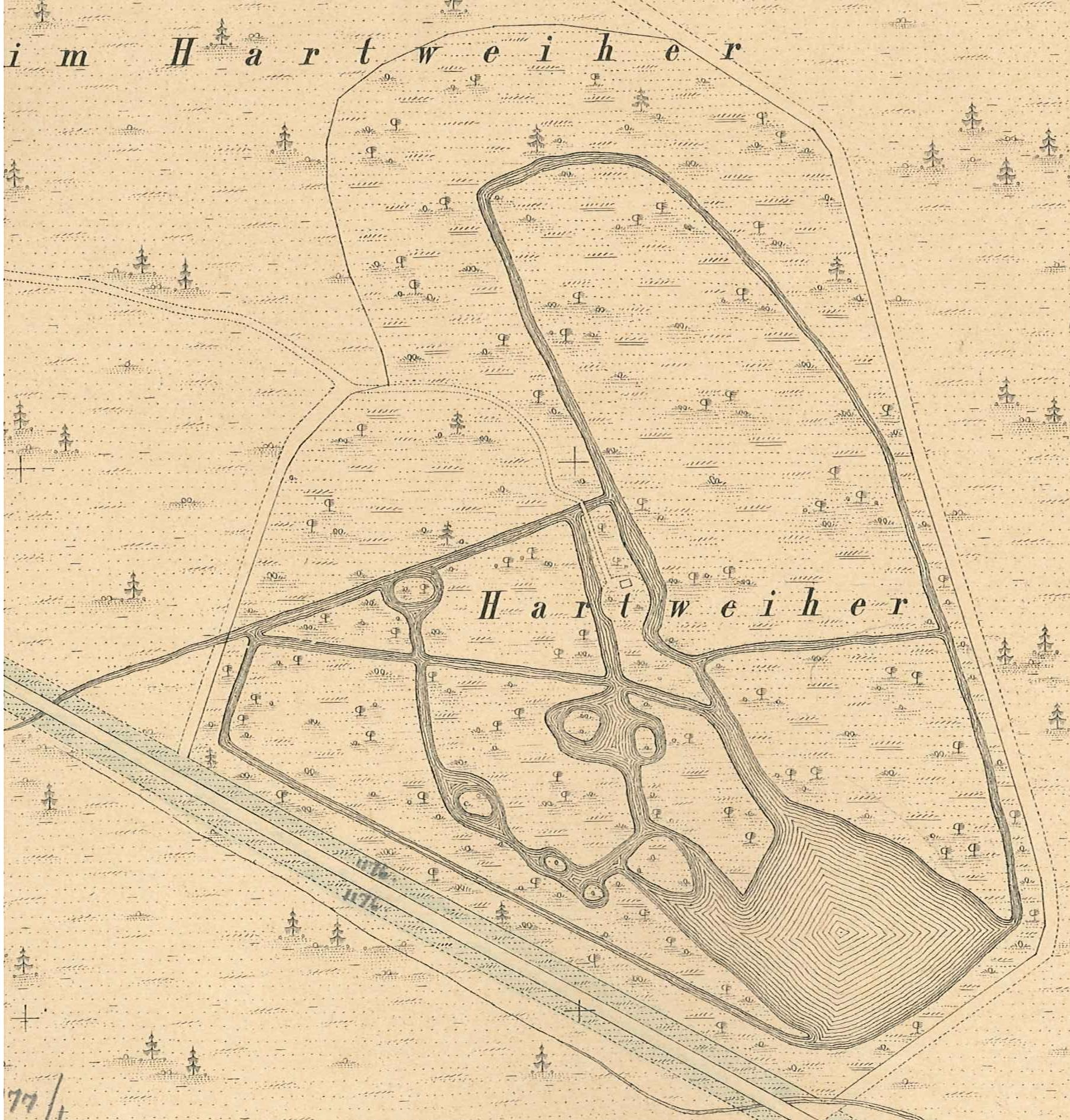
Plan du site des installations d' Altshausen dans le cadastre original du Wurtemberg de 1823.

Une avenue majestueuse menait tout droit à la frontière du petit domaine. Vers 1800, l'ordre Teutonique disposait d'un labyrinthe et d'un parc lacustre avec un vaste système de canaux, d'îles artificielles et de bâtiments romantiques. Il est également remarquable que le complexe palatial construit par Bagnato et l'avenue aient été orientés vers Jérusalem dans leur symétrie.
Les armoiries du commandant de terre Hugo Dietrich von Hohenlandenberg mentionnant l'année 1589 figurent sur l'ancien château. Sur le pignon au-dessus de l'entrée du nouveau château se trouvent les armoiries de François-Louis de Palatinat-Neubourg (1664–1732), frère de l'électeur palatin Jean-Guillaume de Neubourg-Wittelsbach, et grand-maître de l'ordre Teutonique. D'autres symboles teutoniques sont gravés dans la pierre. 
En 1750, débute l'aménagement des salles du nouveau château. L'église castrale Saint-Michel (de) est baroque (1748-1753). Lorsque Bagnato meurt à Mainau en 1757, son fils Franz Anton Bagnato continue l'œuvre de son père. Il achève le nouveau château, l'église et construit le pavillon du jardin vers 1774. Vers 1780, l'expansion des parcs du Hartwald à la frontière avec la zone du monastère de Weingarten commence. À cette époque, le Hartweiher est transformé en parc lacustre, permettant d'y ramer à travers la forêt sur des kilomètres de canaux.

### Résidence de la maison de Wurtemberg

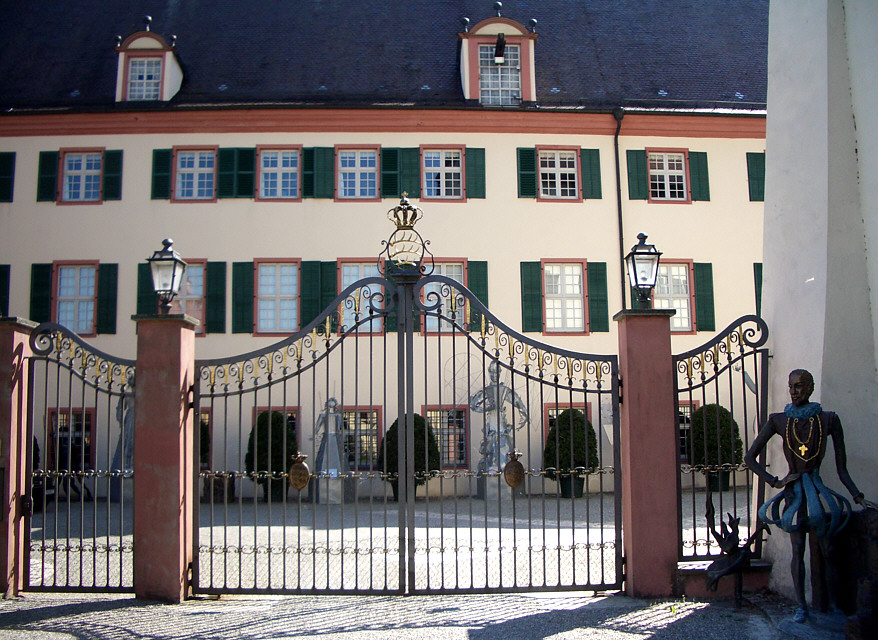
Le nouveau château.

Après la dissolution de l'ordre Teutonique dans l'Empire allemand (lors de la paix de Vienne en 1809), la propriété d'Altshausen est sécularisée et passe à l'État. Le 18 mai 1810, en vertu du traité de Paris, le roi de Wurtemberg Frédéric Ier cède au royaume de Bavière, la seigneurie de Weiltingen, et reçoit en échange le château d'Altshausen avec de vastes domaines et forêts ; il acquiert ces biens fonciers pour agrandir le domaine familial de la maison. Le château est resté inhabité jusqu'après la Première Guerre mondiale. Avant la construction des voies ferrées, il servait d'escale lors des voyages de la famille royale de Stuttgart à Friedrichshafen, mais aussi pour des séjours de chasse occasionnels. Un bureau de la chambre judiciaire installé dans le château gérait la propriété privée de la famille royale du Wurtemberg en Haute Souabe.
Lorsque la famille ducale s'y installe après la fin de la monarchie, la propriété connaît un nouveau souffle après la Première Guerre mondiale. En 1919, le duc Albert de Wurtemberg (1865–1939) déménage de Stuttgart à Altshausen, après que le roi Guillaume II de Wurtemberg l'a autorisé à vivre dans le palais. Trois ans plus tard, après la mort du dernier roi de Wurtemberg, le château d'Altshausen et tout le Hofkammer passent aux mains de la ligne cadette de la maison de Wurtemberg. Jusqu'à sa mort en 2022, il appartient au duc Charles de Wurtemberg, petit-fils du duc Albert. Depuis la mort de son père Philippe Albert en 1975, Charles vivait avec sa famille au château d'Altshausen. Ces dernières années, diverses mesures de construction complexes ont servi à préserver le château d'Altshausen et ses installations pour les générations futures.

## Accessibilité

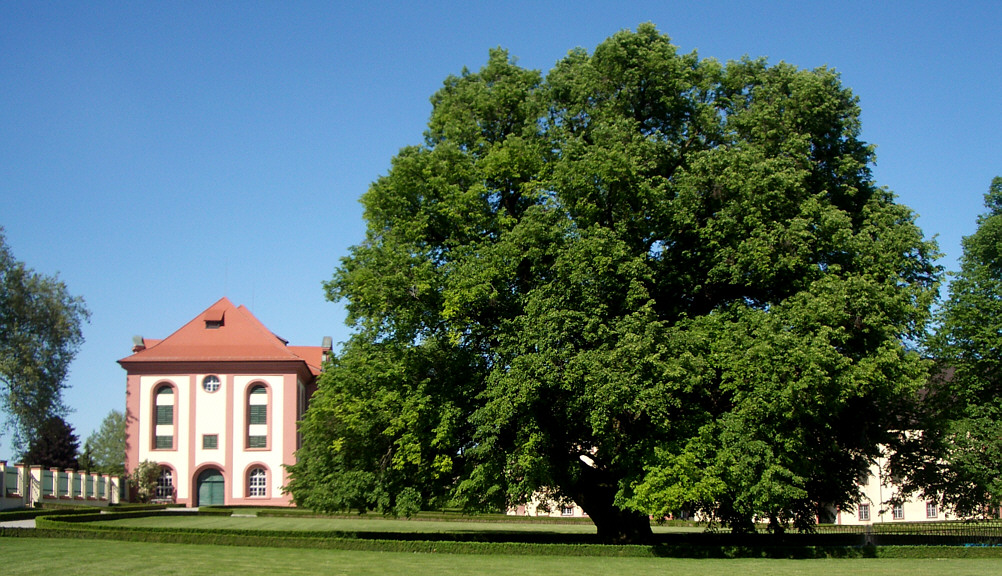
L'école d'équitation.

Le château lui-même est une propriété privée et ne se visite pas ; l'ancienne orangerie n'est également visible que de loin. Cependant, la partie publique du parc et l'église Saint-Michel (de) avec la chapelle érigée en 2003, dans laquelle est érigé le Saint-Sépulcre baroque d'Altshausen de 1763 entièrement conservé, sont librement accessibles. Le château d'Altshausen se présente comme un complexe dans lequel d'importants principes de construction baroques sont encore visibles aujourd'hui :
- Château et église paroissiale Saint-Michel ;
- Crypte avec les tombes de 21 commandants (non accessible) ;
- Lieu de sépulture actuel de la Maison de Wurtemberg avec 16 sarcophages ;
- Tilleul à l'intérieur du palais avec une circonférence du tronc de 7,32 m (2015).